# O.J.: Made in America
O.J.: Made in America è un documentario del 2016 diretto da Ezra Edelman, vincitore del premio Oscar al miglior documentario.
Il film è incentrato sul caso che ha visto coinvolto l'attore ed ex giocatore di football O. J. Simpson nell'omicidio della moglie Nicole Brown e del suo amico Ronald Goldman.